# Chan Tsz Ka
Chan Tsz Ka (chinesisch 陳祉嘉; * 10. Februar 1990) ist eine chinesische Badmintonspielerin aus Hongkong.

## Karriere
Chan Tsz Ka wurde bei den New Zealand Open 2009 Zweite im Damendoppel mit Tse Ying Suet. Bei der Badminton-Weltmeisterschaft 2009 wurden beide gemeinsam 17. Im Jahr zuvor waren beide bei der Hong Kong Super Series 2008 noch Fünfte geworden. Bei der Korea Open Super Series 2010 wurde Chan Tsz Ka Fünfte im Dameneinzel.

## Sportliche Erfolge
| Saison | Veranstaltung              | Disziplin   | Platz | Name                        |
| ------ | -------------------------- | ----------- | ----- | --------------------------- |
| 2008   | Junioren-Weltmeisterschaft | Damendoppel | 5     | Chan Tsz Ka / Tse Ying Suet |
| 2008   | Uber Cup                   | Damenteam   | 5     | Hongkong                    |
| 2008   | Hong Kong Open             | Damendoppel | 5     | Chan Tsz Ka / Tse Ying Suet |
| 2009   | Weltmeisterschaft          | Damendoppel | 17    | Chan Tsz Ka / Tse Ying Suet |
| 2009   | New Zealand Open           | Damendoppel | 2     | Chan Tsz Ka / Tse Ying Suet |
| 2010   | Korea Open                 | Dameneinzel | 5     | Chan Tsz Ka                 |